# NGC 448

NGC 448

NGC 448 هي مجرة تتبع كوكبة قيطس. اكتشفها لويس سويفت في 2 سبتمبر 1886.

## روابط خارجية
- NGC 448 على موقع ويكي سكاي: DSS2, SDSS, GALEX, IRAS, Hydrogen α, X-Ray, Astrophoto, Sky Map, Articles and images